# 906 (szám)
A 906 (római számmal: CMVI) egy természetes szám, szfenikus szám, a 2, a 3 és a 151 szorzata.

## A szám a matematikában
A tízes számrendszerbeli 906-os a kettes számrendszerben 1110001010, a nyolcas számrendszerben 1612, a tizenhatos számrendszerben 38A alakban írható fel.
A 906 páros szám, összetett szám, azon belül szfenikus szám, kanonikus alakban a 21 · 31 · 1511 szorzattal, normálalakban a 9,06 · 102 szorzattal írható fel. Nyolc osztója van a természetes számok halmazán, ezek növekvő sorrendben: 1, 2, 3, 6, 151, 302, 453 és 906.
A 906 négyzete 820 836, köbe 743 677 416, négyzetgyöke 30,09983, köbgyöke 9,67630, reciproka 0,0011038. A 906 egység sugarú kör kerülete 5692,56589 egység, területe 2 578 732,347 területegység; a 906 egység sugarú gömb térfogata 3 115 108 675,7 térfogategység.